# Philip Powell (martyr)
Pour les articles homonymes, voir Powell.
Philip Powell (parfois orthographié Philip Powel) (né le 2 février 1594, Trallong, Brecknockshire (aujourd'hui Powys) - mort le 30 juin 1646, Tyburn) est un avocat gallois devenu moine et prêtre bénédictin, mort et exécuté sous le règne de Charles Ier.

## Biographie
Né dans une famille galloise restée fidèle à la foi catholique, il est rapidement repéré par ses professeurs pour son potentiel intellectuel et spirituel. Il est alors mis en contact avec David Baker (qui deviendra plus tard un Bénédictin lui-même, prenant le nom d'Augustin Baker et sera connu pour ses écrits d'ascèse et de mystique) et qui le suivra dans ses études et son parcours jusqu'à son entrée chez les Bénédictins. À l'âge de seize ans, il part étudier dans l'un des Inns of Court à Londres puis à l'université de Louvain entre 1614 et 1619. Il est diplômé en droit civil. Nourrissant une vocation religieuse il reçoit l'habit bénédictin, devenant membre de la communauté de Saint Grégoire à Douai (aujourd'hui à l'Abbaye de Downside, près de Bath). En 1618, il est ordonné prêtre et en 1622 quitte Douai pour l'Angleterre. 
Vers 1624, il est aumônier de la famille Poyntz à Leighland dans le Somerset. Lorsque la Guerre Civile Anglaise éclate, il se cache à Yarnscombe et à Parkham dans le Devon. On le retrouve un temps aumônier des soldats catholiques des armées fidèles au Roi et commandées par George Goring. Lorsque cette force est dissoute, il choisit de s'enfuir vers la Galles du Sud par la mer. Son navire est arraisonné le 22 février 1646 et Powell est dénoncé comme prêtre catholique.
Arrêté, il est envoyé à Londres et incarcéré dans la prison St. Catherine's de Southwark. Torturé, il souffre de pleurésie. Son procès se passe au Westminster Hall. Il est reconnu coupable d'être prêtre catholique et est condamné à mort. Il est condamné à subir le traitement réservé aux traîtres à savoir pendaison, éviscération et écartèlement.

## Vénération
Reconnu comme un martyr catholique, Philip Powell fut béatifié en 1929 par le pape Pie XI avec cent six autres catholiques martyrisés comme lui. Il est vénéré par l'Église catholique le 4 mai avec le groupe des Cent sept martyrs d'Angleterre et du pays de Galles et individuellement le 30 juin.